# Sonate K. 509
La sonate K. 509 (F.453/L.311) en ré majeur est une œuvre pour clavier du compositeur italien Domenico Scarlatti.

## Présentation
La sonate K. 509, en ré majeur, notée Allegro, forme une paire avec la sonate suivante en majeur. La sonate évoque l'influence de la musique traditionnelle Andalouse,.

## Manuscrits
Le manuscrit principal est le numéro 26 du volume XII (Ms. 9783) de Venise (1756), copié pour Maria Barbara ; les autres sont Parme XIV 26 (Ms. A. G. 31419), Münster I 32 (Sant Hs 3964) et Vienne C 27 (VII 28011 C).

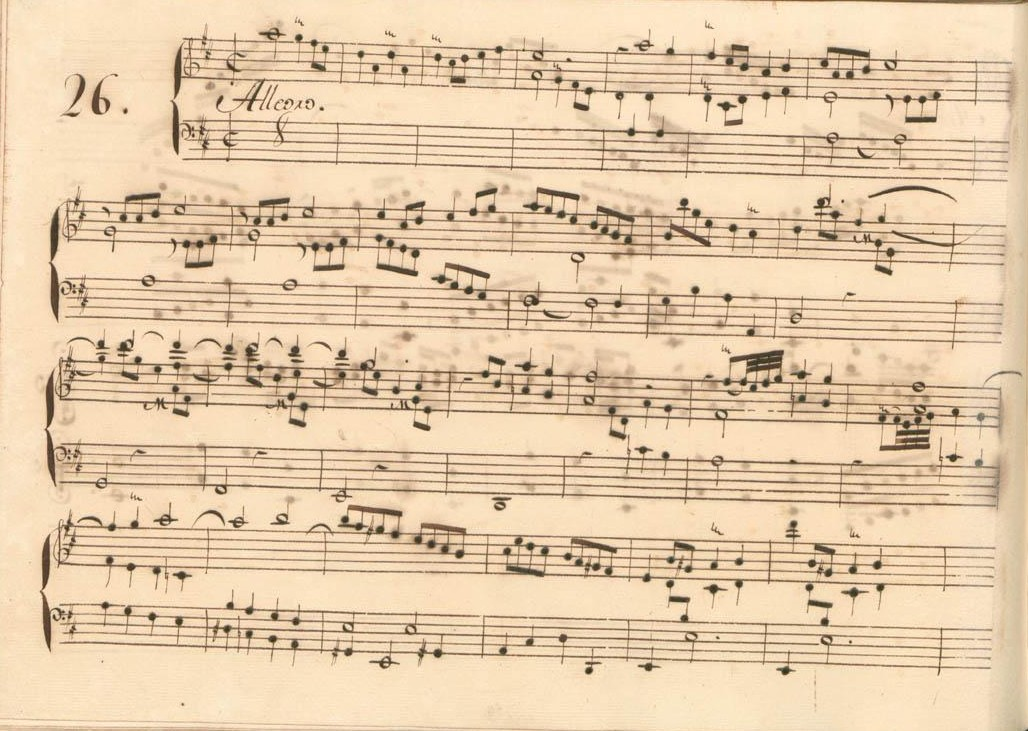
Parme XIV 26.
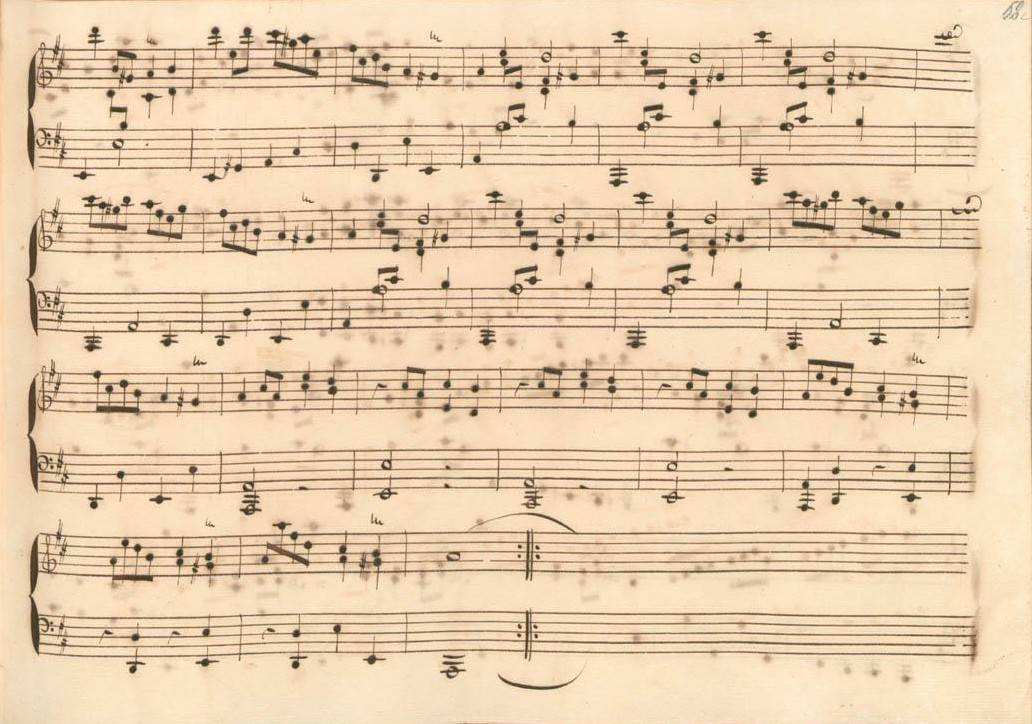
Parme XIV 26 (fin de la première section).
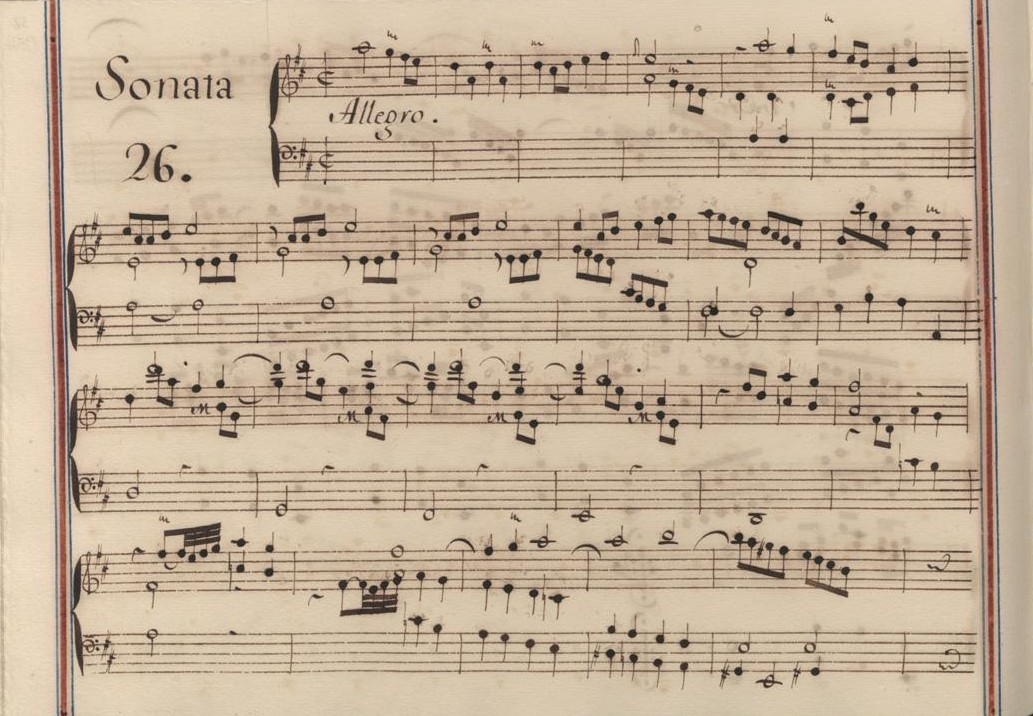
Venise XII 26.
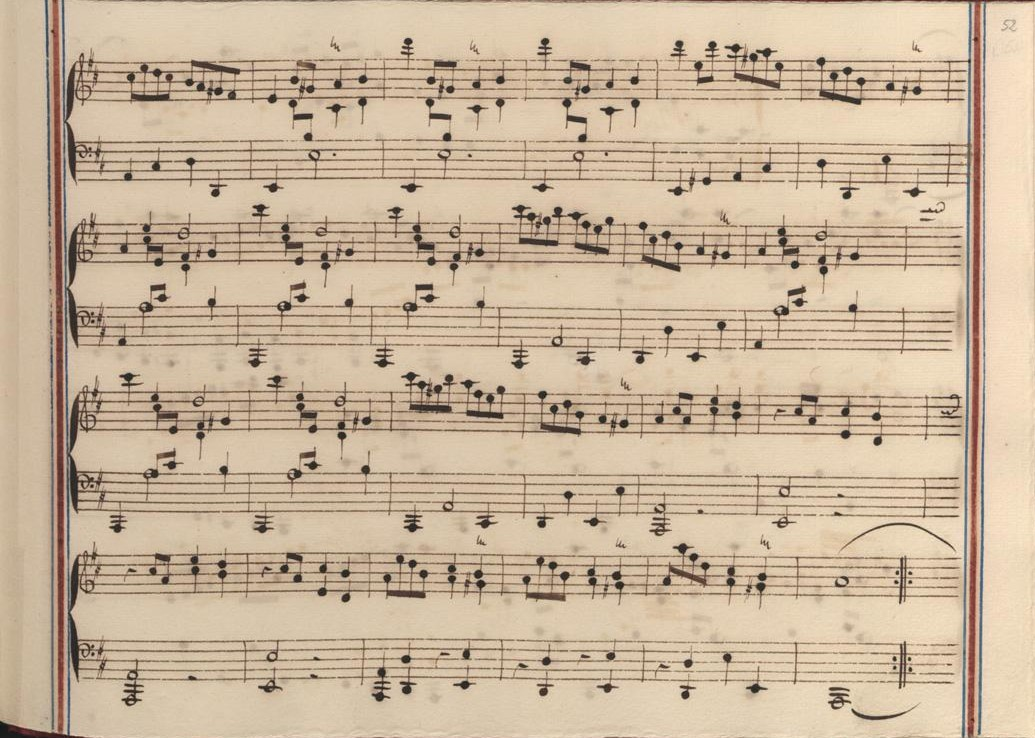
Venise XII 26 (fin de la première section).
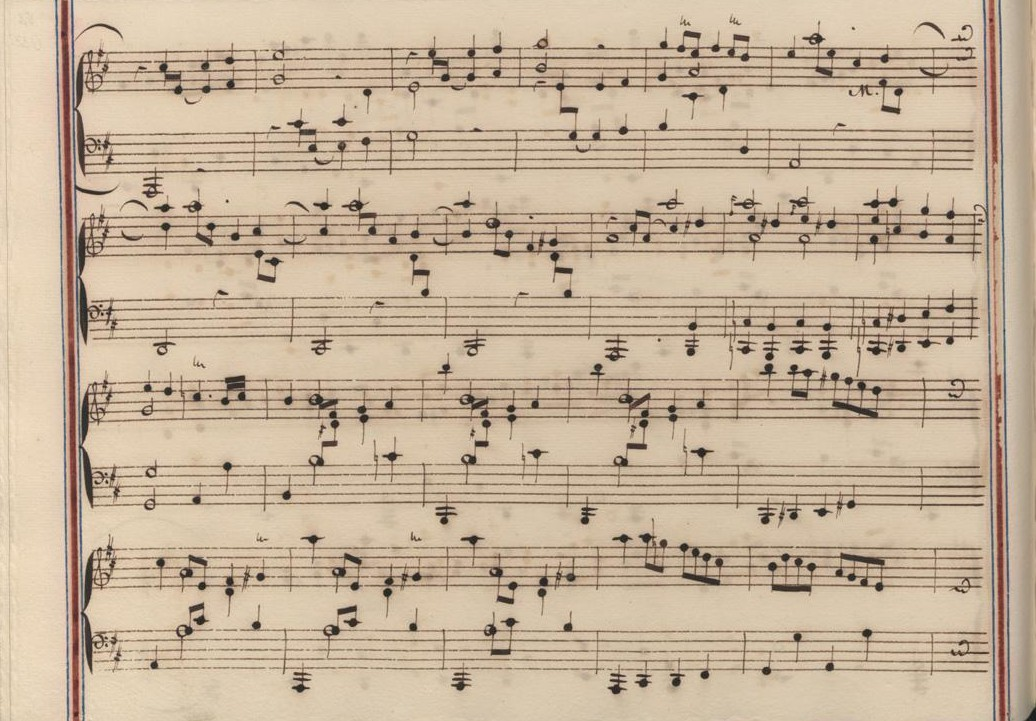
Venise XII 26 (début de la seconde section).
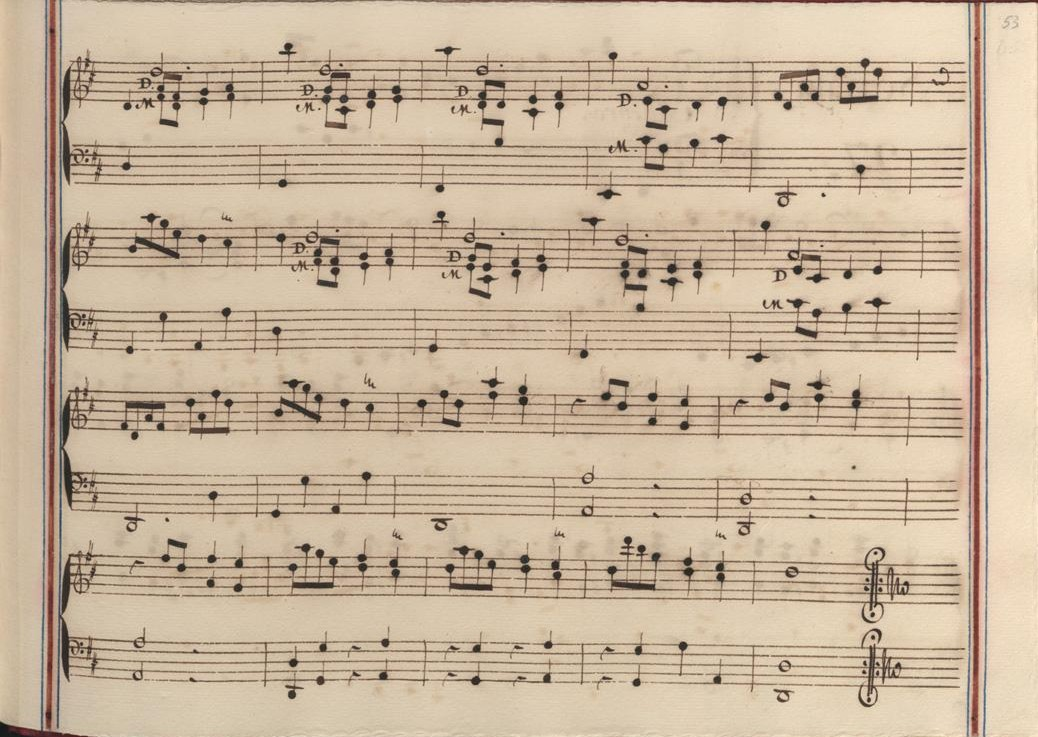
Venise XII 26 (fin de la sonate).

## Interprètes
La sonate K. 509 est défendue au piano notamment par Carlo Grante (2016, Music & Arts, vol. 5) ; au clavecin, elle est jouée par Scott Ross (1985, Erato), Richard Lester (2004, Nimbus, vol. 5) et Pieter-Jan Belder (2007, Brilliant Classics, vol. 11).

## Sources
: document utilisé comme source pour la rédaction de cet article.
- Ralph Kirkpatrick (trad. de l'anglais par Dennis Collins), Domenico Scarlatti, Paris, Lattès, coll. « Musique et Musiciens », 1982 (1re éd. 1953 (en)), 493 p. (ISBN 978-2-7096-0118-4, OCLC 954954205, BNF 34689181).
- Alain de Chambure, « Domenico Scarlatti, Intégrale des sonates — Scott Ross », Erato/Éditions Costallat (2564-62092-2 (livret : 2292-45309-2)), 1985 (OCLC 891183737) .